# Lake Norman of Catawba
Lake Norman of Catawba is een plaats (census-designated place) in de Amerikaanse staat North Carolina, en valt bestuurlijk gezien onder Catawba County.

## Demografie
Bij de volkstelling in 2000 werd het aantal inwoners vastgesteld op 4744.

## Geografie
Volgens het United States Census Bureau beslaat de plaats een oppervlakte van
72,0 km², waarvan 49,5 km² land en 22,5 km² water.

## Plaatsen in de nabije omgeving
De onderstaande figuur toont nabijgelegen plaatsen in een straal van 16 km rond Lake Norman of Catawba.